# ميريام ماكدونالد
ميريام ماكدونالد هي ممثلة كندية، ولدت في 26 يوليو 1987 في كندا.

## أعمال

### مسلسلات
- اورفان بلاك[5]

## وصلات خارجية
- ميريام ماكدونالد على موقع IMDb (الإنجليزية)
- ميريام ماكدونالد على موقع ألو سيني (الفرنسية)
- ميريام ماكدونالد على موقع أول موفي (الإنجليزية)
- ميريام ماكدونالد على موقع إن إن دي بي (الإنجليزية)
- ميريام ماكدونالد على موقع قاعدة بيانات الفيلم (الإنجليزية)
- ميريام ماكدونالد على موقع كينوبويسك (الروسية)